# Маньков (Волынская область)
Маньков (укр. Маньків) — село в Затурцевской сельской общине Владимирского района Волынской области Украины.
До 2020 года входило в Локачинский район.
Код КОАТУУ — 0722485803. Население по переписи 2001 года составляет 860 человек. Почтовый индекс — 45522. Телефонный код — 3374. Занимает площадь 600 км².